# Antyidol
Antyidol – płyta zespołu T.Love nagrana w Londynie i wydana w 1999. Na kształt płyty wpłynęły fascynacje brytyjską muzyką alternatywną, klimaty ska i reggae i inspiracje zespołami, takimi jak np. Blur.
Album sprzedawał się gorzej od poprzednich płyt zespołu, głównie ze względu na brak przeboju.
W 2016 w wywiadzie dla serwisu CGM.pl Muniek Staszczyk wymienił album jako „najsłabszą płytę T.Love”, tłumacząc to słowami: Byliśmy chyba niegotowi jeszcze na zrobienie albumu, a chcieliśmy bardzo polecieć do Londynu, by nagrać płytę w fajnym miejscu. Zaślepiło nam to takie chłodne przygotowanie dobrych piosenek. Z pięć piosenek jest ok, a ze cztery to bym wyrzucił. Nie wyszła nam ta płyta, poza paroma numerami.

## Lista utworów
1. „Banalny” – 3:22
2. „133” – 2:50
3. „Anty” – 3:49
4. „Mów do mnie” – 3:57
5. „Ambicja” – 4:19
6. „Piosenka” – 3:41
7. „EMI” – 3:42
8. „S.O.S. ska” – 4:34
9. „Dla ciebie” – 4:16
10. „Popsong” – 3:55
11. „Jak dzieci” – 6:09

## Skład
- Muniek Staszczyk – śpiew
- Jacek Perkowski – gitara
- Maciej Majchrzak – gitara, instrumenty klawiszowe
- Paweł Nazimek – gitara basowa
- Jarosław Polak – perkusja